# Ткачук, Михаил Петрович
Михаил Петрович Ткачук (род. 21 ноября 1941, Томск, РСФСР) — советский и украинский режиссёр-кинодокументалист. Лауреат премии имени Василия Стуса (2007). Лауреат Шевченковской премии 2008 года.

## Биография
Режиссёр-документалист Михаил Ткачук родился в 1941 году в Томске. По первой профессии — инженер-физик. В 1970 году окончил КГИТИ им. И. Карпенко-Карого, работал режиссёром на «Киевнаучфильме», «Укркинохронике», «Укртелефильме» и Киевской киностудии им. А. Довженко. Член киноакадемии Украины. Снял более пятидесяти фильмов,  среди которых — «Путешествие в страну Чаянова»,"Я узнаю всё по глазам", «Райские острова гетмана Сагайдачного», «Мольфар из рода Нечаев», «Луческ Великий на Стыре», «Госпожа сенатор», «Здобути або не бути», «Близкие и далекие», «Конец кольца»,сериал "Загадка Норильского восстания","Счастливая Настуня"...
В 2006 году на фестивале документального кино «Украинский контекст» цикл «Загадка норильского восстания» получил диплом «Свобода как наивысшая ценность». 2007 года Михаил Ткачук награждён премией имени Василия Стуса, в 2008 году — высшей государственной наградой Украины — Национальной премией Украины имени Тараса Шевченко. Сейчас режиссёр создал свою студию   «Заповiт»(Завет)    . Михаил Ткачук является не только режиссёром, но и  сценаристом почти всех своих фильмов. Кинорежиссер Кира Муратова  назвала его «последним романтиком документального кино».

### «Загадка Норильского восстания»
Цикл «Загадка Норильского восстания» (2003—2006) рассказывает о восстании узников лагерей в Норильске на севере России летом 1953 года. Его инициаторами стали политические заключенные со всего Советского Союза. Акция неповиновения в лагерях продолжалась несколько месяцев. В лагерных пунктах восставшие создали территорию свободы с собственным самоуправлением и выдвинули советскому руководству ряд политических требований. Восстание было подавлено войсками НКВД. «Можно гордиться теми людьми, которые избрали опасность свободы вместо безопасного рабства, — сказал об участниках восстания в Норильске режиссёр Михаил Ткачук. — И все мы — должники перед ними. А с исторической точки зрения, забастовки в лагерях возникли не в 1953 году, а значительно раньше. Заключенные просто обязаны были морально продолжать эту борьбу, которую начали еще на свободе…». Киноцикл Ткачука состоит из четырех лент, рассказывающих о событиях пятидесятилетней давности: «За решеткой Севера», «Вирус неповиновения», «Восстание духа» и «Счастливая Настуня». В основе первых трех лент — рассказы узников лагерей, фотографии, архивные документы. Съемки проводились не только в разных городах Украины, но и в Канаде, Грузии, Польше, странах Прибалтики, России. За несколько лет автор взял интервью у ста бывших участников восстания. Михаил Ткачук говорит что за пределами цикла остались более ста часовых интервью.
Отснятая в 2007 году последняя, четвертая, лента цикла — «Счастливая Настуня» — соответствует общей теме и цели, но отличается тональностью. Героиней ленты стала 80-летняя Анастасия Тарнавская из буковинского городка Кицмань. «Чем незаметнее, ниже, ближе к земле существование человека, — говорит о фильме „Счастливая Настуня“ Михаил Ткачук, — тем более характерна ее судьба для судьбы всего народа и тем очевиднее, что именно она должна говорить тем, кто живет на этой земле сегодня. Для современного человека не присущ пафос, он не подвержен трагическим переживаниям. Возможно, камерный масштаб повествования окажется более благоприятным для такого сознания и будет способен растрогать его».

## Ссылка
- Ко Дню украинского кино — Загадка Норильского восстания